# Tsukiji

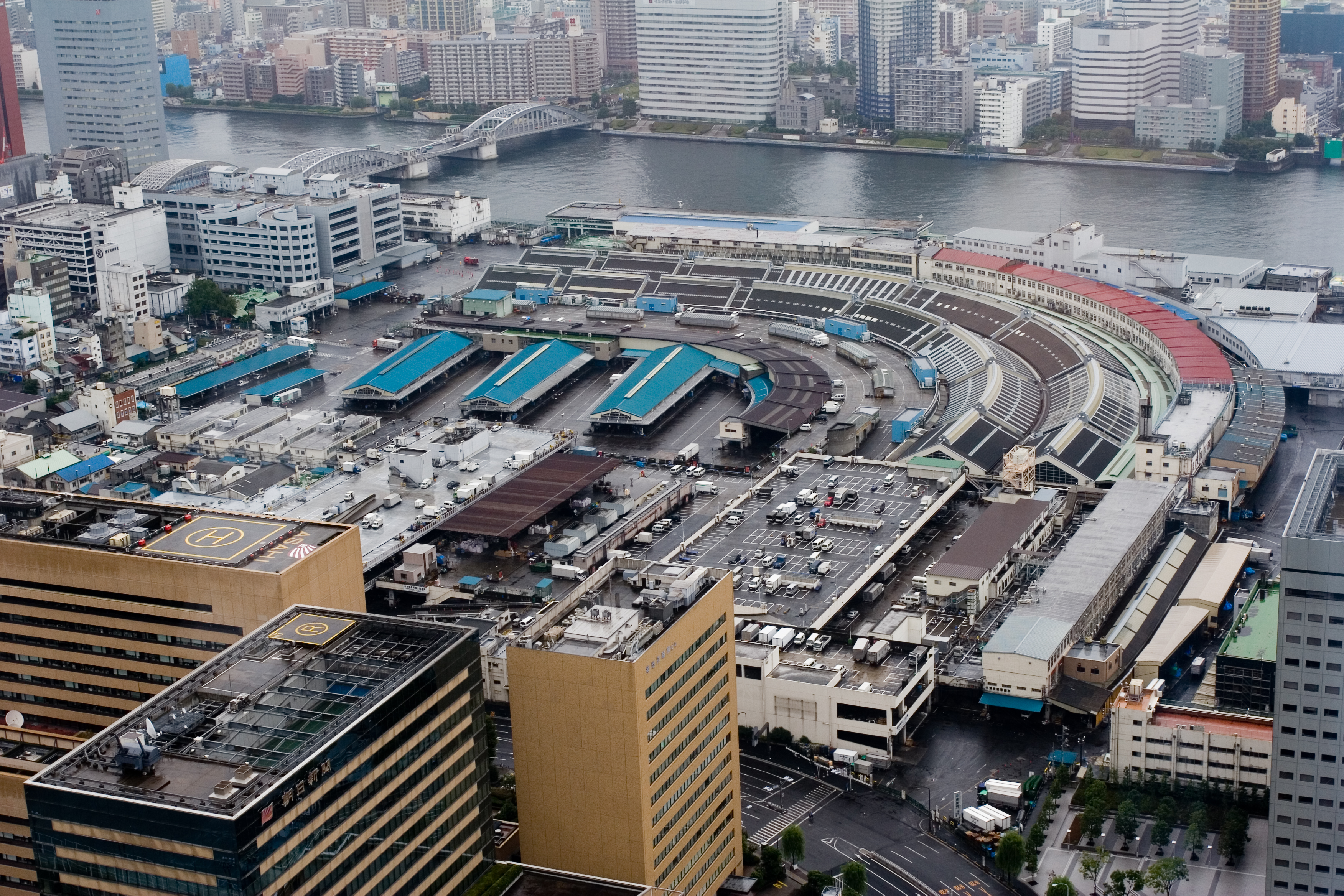
Tsukijis fiskmarknad

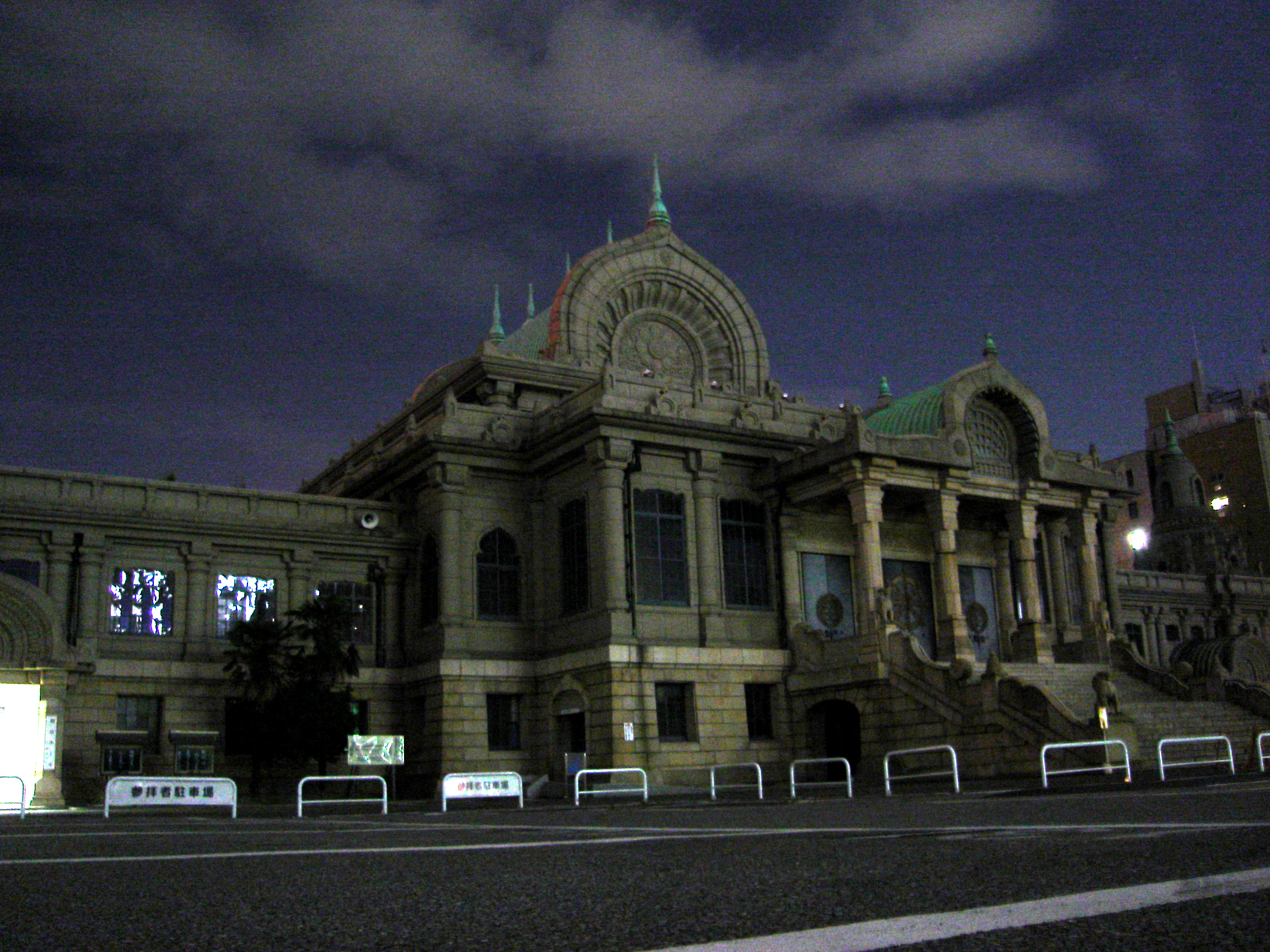
Tsukiji Honganji

Tsukiji (japanska: 築地) är ett distrikt i stadsdelskommunen Chūō i Tokyo i Japan. Här finns Tsukijis fiskmarknad. Namnet betyder ”utdikad mark”; det ligger på mark nära Sumidafloden torrlagd från Tokyobukten på 1700-talet under Edoperioden.